# Parker Wotherspoon
Parker Wotherspoon, född 24 augusti 1997, är en kanadensisk professionell ishockeyback som är kontrakterad till Boston Bruins i National Hockey League (NHL) och spelar för Providence Bruins i American Hockey League (AHL).
Han har tidigare spelat för New York Islanders i NHL; Bridgeport Sound Tigers och Bridgeport Islanders i AHL samt Tri-City Americans i Western Hockey League (WHL).
Wotherspoon draftades av New York Islanders i fjärde rundan i 2015 års draft som 112:a spelare totalt.
Han är bror till Tyler Wotherspoon.

## Statistik
| 2011–2012  | Cloverdale Colts        | PCBHL      | 53  | 16 | 38  | 54  | —   | —  | — | — | — | —  |
| 2012–2013  | Valley West Hawks       | BC MML     | 37  | 3  | 19  | 22  | 118 | 3  | 0 | 1 | 1 | 30 |
|            | Tri-City Americans      | WHL        | 5   | 0  | 0   | 0   | 4   | 2  | 0 | 0 | 0 | 0  |
| 2013–2014  | Tri-City Americans      | WHL        | 62  | 2  | 16  | 18  | 74  | 5  | 0 | 2 | 2 | 2  |
| 2014–2015  | Tri-City Americans      | WHL        | 72  | 9  | 33  | 42  | 93  | 4  | 0 | 1 | 1 | 4  |
| 2015–2016  | Tri-City Americans      | WHL        | 71  | 11 | 45  | 56  | 78  | —  | — | — | — | —  |
|            | Bridgeport Sound Tigers | AHL        | 6   | 0  | 1   | 1   | 15  | 2  | 0 | 1 | 1 | 0  |
| 2016–2017  | Tri-City Americans      | WHL        | 69  | 10 | 56  | 66  | 99  | 4  | 0 | 1 | 1 | 8  |
|            | Bridgeport Sound Tigers | AHL        | 4   | 0  | 0   | 0   | 4   | —  | — | — | — | —  |
| 2017–2018  | Bridgeport Sound Tigers | AHL        | 50  | 7  | 10  | 17  | 24  | —  | — | — | — | —  |
| 2018–2019  | Bridgeport Sound Tigers | AHL        | 64  | 6  | 17  | 23  | 51  | 5  | 0 | 0 | 0 | 2  |
| 2019–2020  | Bridgeport Sound Tigers | AHL        | 62  | 4  | 23  | 27  | 82  | —  | — | — | — | —  |
| 2020–2021  | Bridgeport Sound Tigers | AHL        | 23  | 1  | 3   | 4   | 35  | —  | — | — | — | —  |
| 2021–2022  | Bridgeport Islanders    | AHL        | 57  | 3  | 21  | 24  | 127 | 6  | 0 | 1 | 1 | 4  |
| 2022–2023  | New York Islanders      | NHL        | 12  | 0  | 1   | 1   | 4   | —  | — | — | — | —  |
|            | Bridgeport Islanders    | AHL        | 27  | 1  | 11  | 12  | 27  | —  | — | — | — | —  |
| 2023–2024  | Boston Bruins           | NHL        | 41  | 0  | 8   | 8   | 31  | 10 | 0 | 2 | 2 | 6  |
|            | Providence Bruins       | AHL        | 19  | 1  | 4   | 5   | 20  | —  | — | — | — | —  |
| NHL totalt | NHL totalt              | NHL totalt | 53  | 0  | 9   | 9   | 35  | 10 | 0 | 2 | 2 | 6  |
| AHL totalt | AHL totalt              | AHL totalt | 312 | 23 | 90  | 113 | 385 | 13 | 0 | 2 | 2 | 6  |
| WHL totalt | WHL totalt              | WHL totalt | 279 | 32 | 150 | 182 | 348 | 15 | 0 | 4 | 4 | 14 |

### Internationellt
| Källa: Uppdaterad: 2022-12-25 | Källa: Uppdaterad: 2022-12-25 | Källa: Uppdaterad: 2022-12-25 |         | Utv = Utvisningsminuter | Utv = Utvisningsminuter | Utv = Utvisningsminuter | Utv = Utvisningsminuter | Utv = Utvisningsminuter |
| År                            | Lag                           | Mästerskap                    | Matcher | Mål                     | Assist                  | Poäng                   | Utv                     |                         |
| ----------------------------- | ----------------------------- | ----------------------------- | ------- | ----------------------- | ----------------------- | ----------------------- | ----------------------- | ----------------------- |
| 2015                          | Kanada                        | U18-VM                        | 7       | 1                       | 4                       | 5                       | 6                       |                         |
| Junior totalt                 | Junior totalt                 | Junior totalt                 | 7       | 1                       | 4                       | 5                       | 6                       |                         |